# Biblioteca Nacional de Nepal
La Biblioteca Nacional de Nepal (en nepalí: नेपाल राष्ट्रिय पुस्तकालय) es la biblioteca nacional de Nepal y fue creada en enero de 1957, al comprar el gobierno de Nepal la colección del Pundit Hem Raj Pandey y fusionarla con la biblioteca del secretariado central. Alberga en la actualidad unos 84.000 volúmenes entre libros, publicaciones periódicas y otros materiales en diversos idiomas.